# Lac de Saint-Pé-d'Ardet
Le lac de Saint-Pé-d'Ardet est un lac français situé sur la commune de Saint-Pé-d'Ardet en Haute-Garonne, dans la région Occitanie.

## Description
Le lac se situe dans la région naturelle des Comminges au nord-est de la commune de Saint-Pé-d'Ardet et au nord du col d'Arès.
Le lac de Saint-Pé-d'Ardet est d'origine karstique et glaciaire et a une superficie d'environ 2 hectares,.

## Faune et flore
Plusieurs espèces végétales protégées dans la région Midi-Pyrénées et rares pour le département de la Haute-Garonne telles que le nénuphar jaune (Nuphar lutea), le marisque (Cladium mariscus) ou encore la fougère des marais (Thelypteris palustris) ont été recensées,.

## Protection
Depuis 1988, le lac est un site inscrit et répertorié en ZNIEFF de type 1,.
Il a également été inventorié lors du programme « LIFE Tourbières » en 1998.

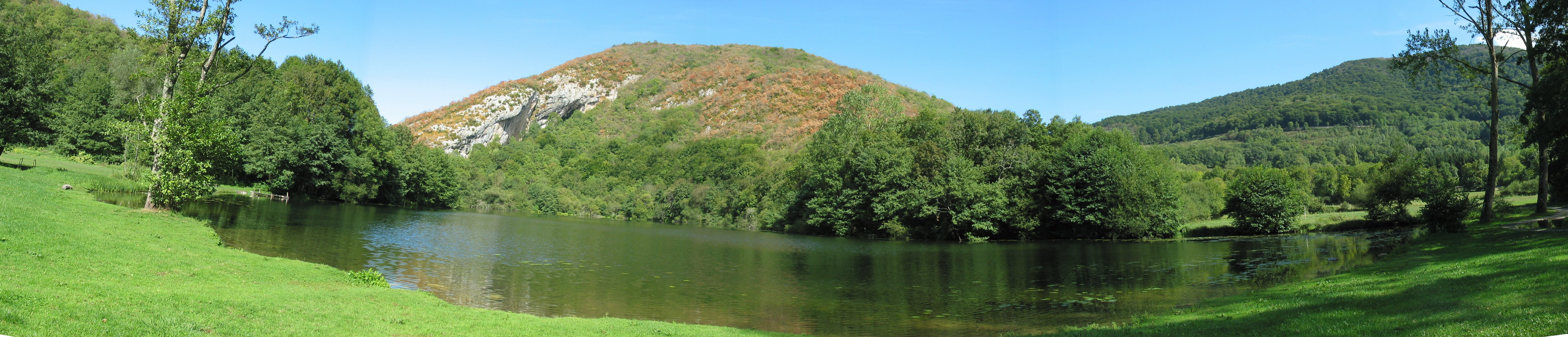
Panorama
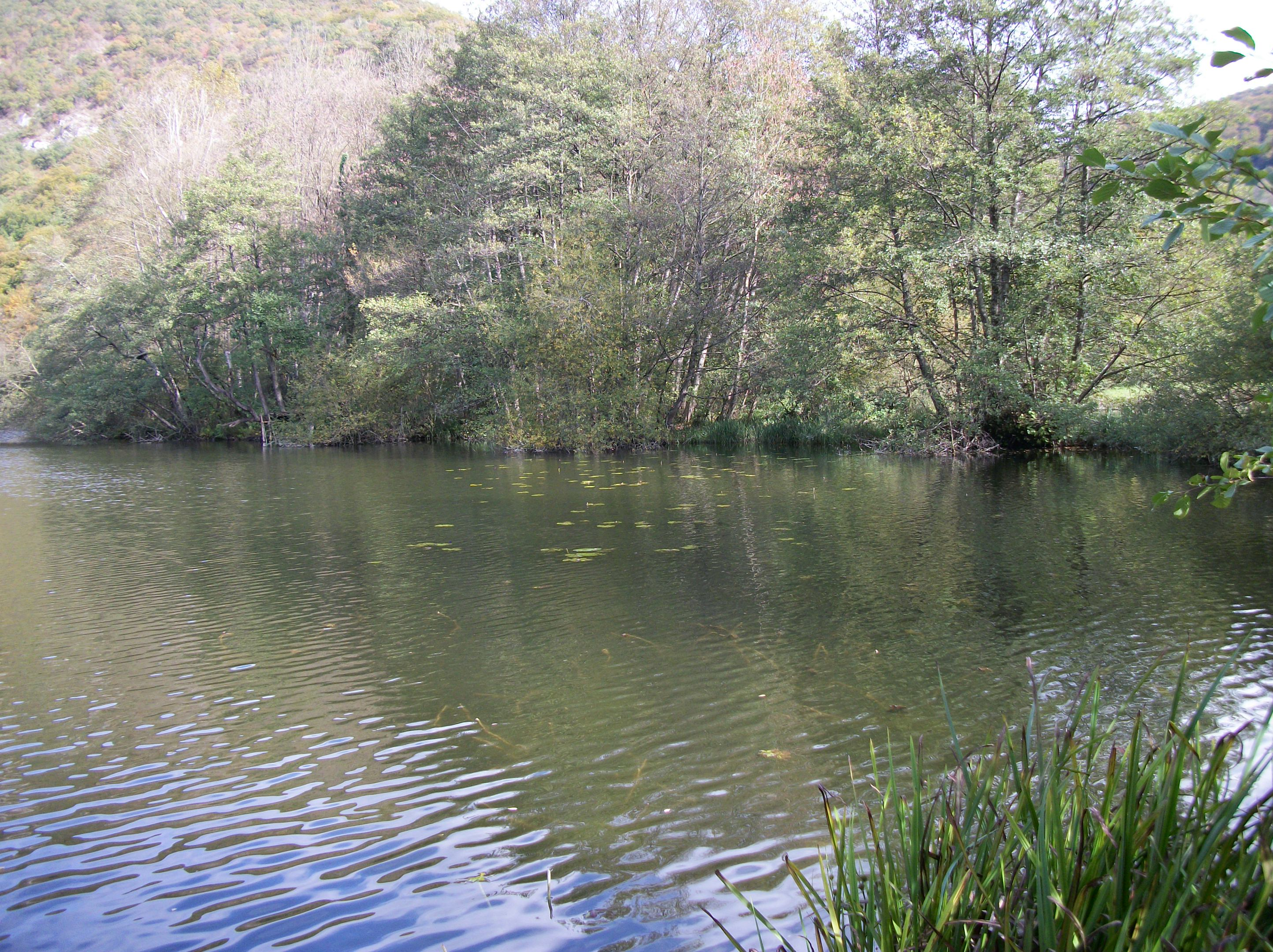
Lac de Saint-Pé-d'Ardet avec des nénuphars jaune
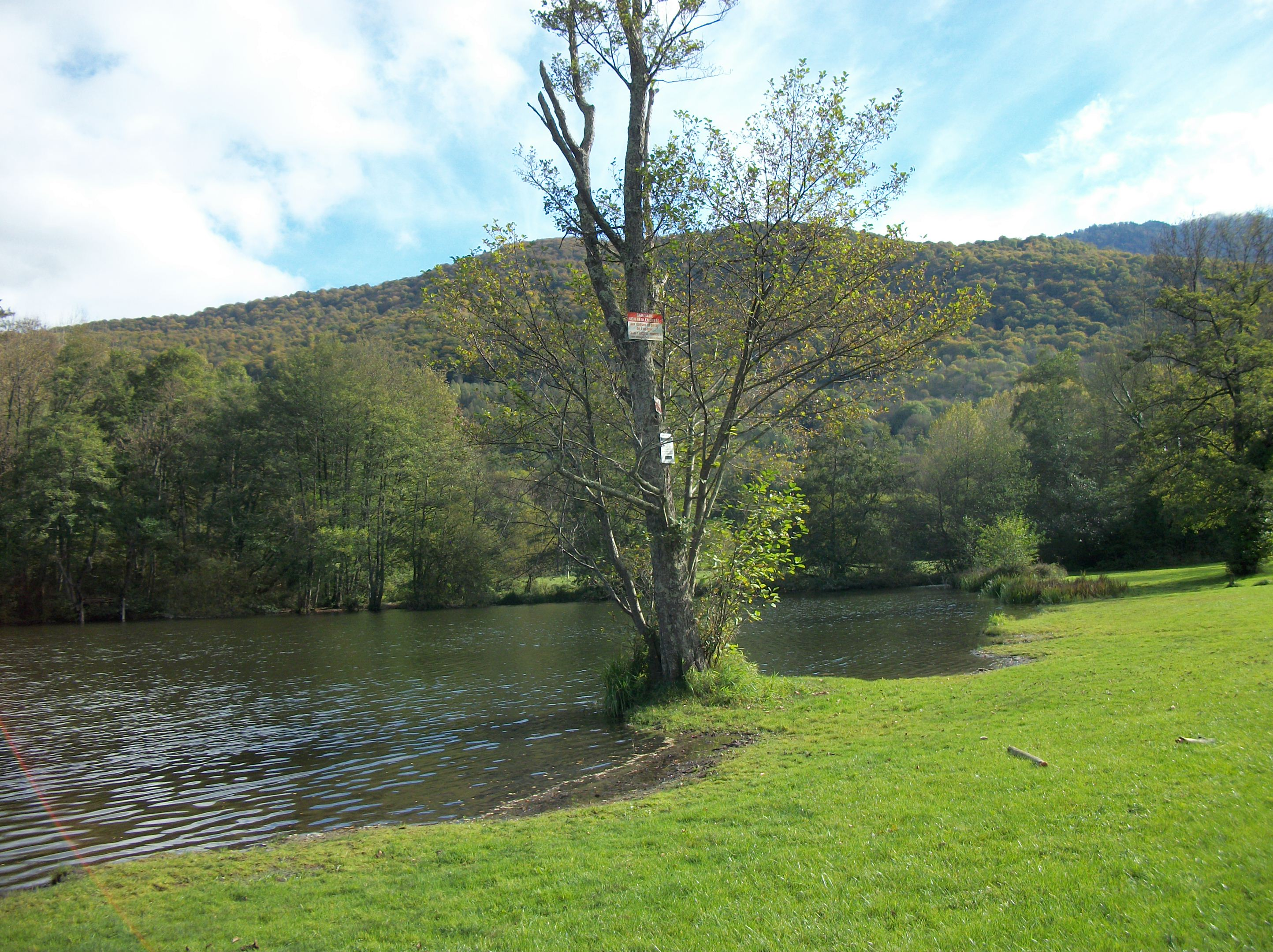
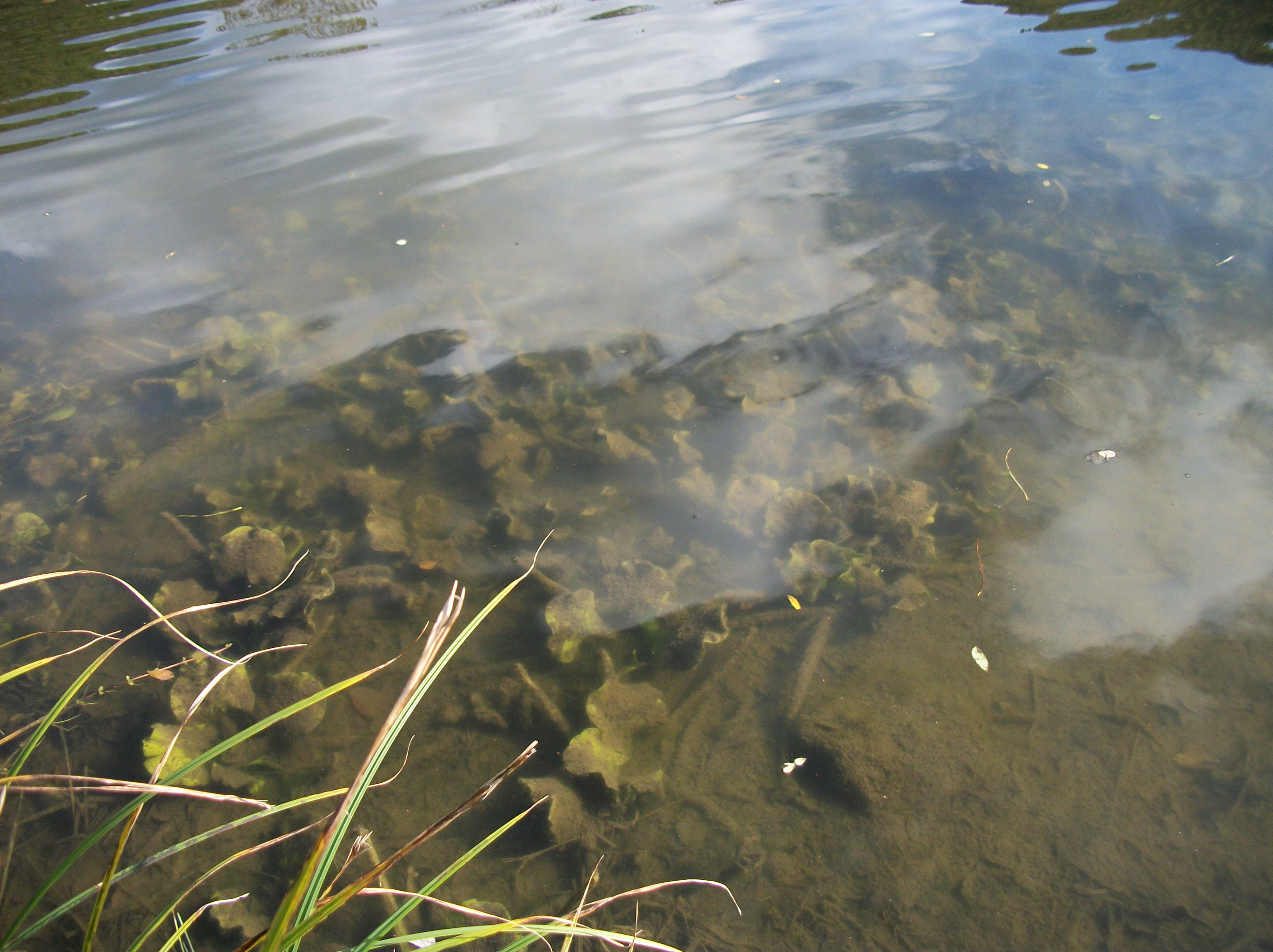
Tapis de nénuphar jaune (ou autre plante aquatique ?) dans l'eau